# Contea di Oberon
La contea di Oberon è una Local Government Area che si trova nel Nuovo Galles del Sud. Essa si estende su una superficie di 3.659 chilometri quadrati e ha una popolazione di 5.438 abitanti. La sede del consiglio si trova a Oberon.